# Koko (goryl)
Koko (ur. 1971, zm. 2018) – samica goryla nizinnego, urodzona w Ogrodzie Zoologicznym w San Francisco. Większość swojego życia spędziła pod opieką Francine Patterson, psycholożki, badającej m.in. zdolności komunikacyjne małp, uczestnicząc w programie badawczym .
Koko naukę specjalnej wersji języka migowego dla goryli rozpoczęła, gdy miała rok. Według powstałego w 1978 raportu badawczego, opanowała około tysiąca znaków GSL (Gorilla Sign Language – język migowy goryli), a także rozumiała około 2000 słów w języku angielskim, w tym takie pojęcia, jak „dobry” czy „zły”. Osiągała wyniki między 70 a 90 punktów w testach inteligencji (średnia dla dorosłego człowieka to 100 punktów). Patterson wspomniała także, że Koko była w stanie wymyślać własne, nowe znaki GSL, na przykład łącząc znaki „palec” i „bransoleta” uzyskała znak oznaczający „pierścionek”. Wyniki publikacji Patterson były jednakże krytykowane. Krytycy podnosili, że Koko nie rozumiała, co robi i uczyła się gestów w celu uzyskania nagrody (sugerując, że jej działania były wynikiem warunkowania instrumentalnego) i nie są one przekonującym dowodem na rzeczywiste zrozumienie przez gorylicę słów i pojęć .
Koko stała się ulubienicą mediów i celebrytów, szczególnie interesował się nią Robin Williams. W 1983 roku Koko poprosiła o kota jako prezent na święta Bożego Narodzenia. W 2015 roku powstał kanał w serwisie YouTube noszący nazwę "Kokoflix", na którym można między innymi zobaczyć filmy z Koko opiekującą się małymi kotkami .
Ostatnie lata swojego życia, już po zakończeniu programu naukowego, Koko spędziła w rezerwacie w Woodside, zarządzanym przez Gorilla Foundation, w towarzystwie innych goryli znających język migowy, Michaela i Ndume .